# Kultura w Gdyni

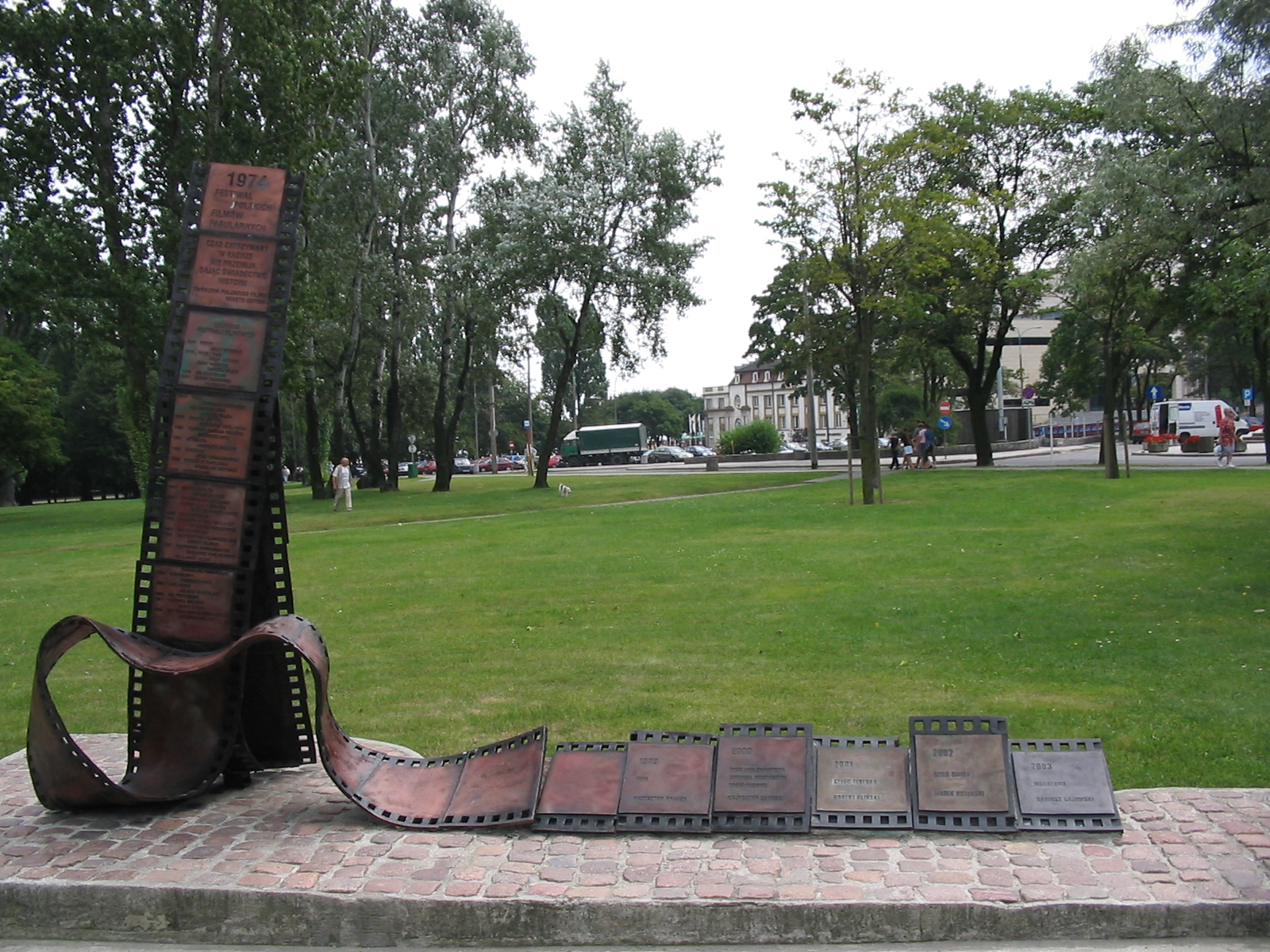
Pomnik Festiwalu Polskich Filmów Fabularnych

Kultura w Gdyni – instytucje kulturalne mające swoją siedzibę w Gdyni.

## Kina i film
- W Gdyni istnieją 2 multipleksy: Multikino oraz otwarty w październiku 2013 Helios. Pozostałe obiekty w ograniczonym stopniu zajmują się projekcją filmów. Są nimi DKF Żyrafa[1] działająca przy Klubie Filmowym, DKF Pod wiszącą skałą w IX Liceum Ogólnokształcącym w Gdyni[2], oraz Grom i DKF Pomysłodalnia. W lecie działa kino na plaży w Orłowie. Historyczne kina, takie jak Goplana czy istniejące od okresu międzywojennego Warszawa zostały zamknięte i przekształcone w budynki pełniące inne funkcje.

- W mieście działa Gdyńska Szkoła Filmowa, która w 2015 roku wejdzie w skład Gdyńskiego Centrum Filmowego usytuowanego w Kompleksie Forum Kultury[3].

## Teatry

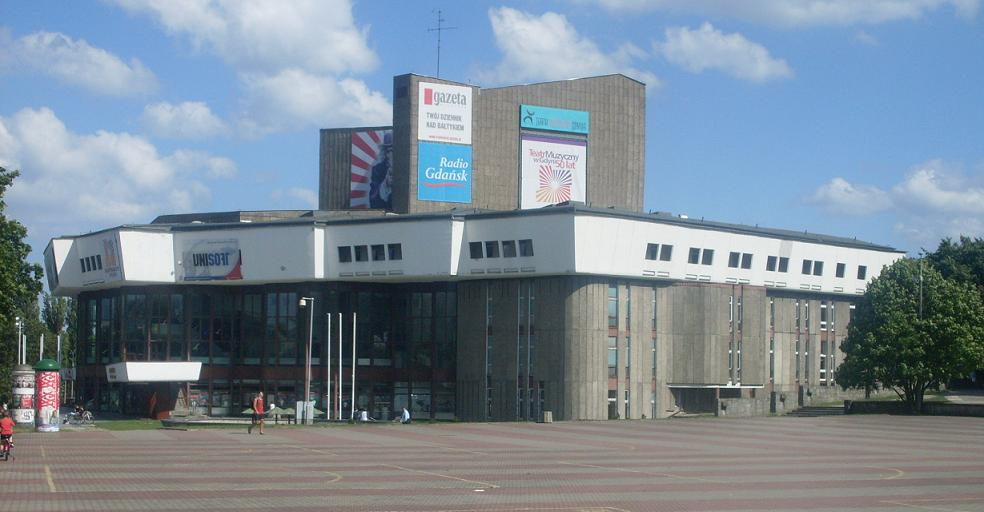
Teatr Muzyczny im. Danuty Baduszkowej

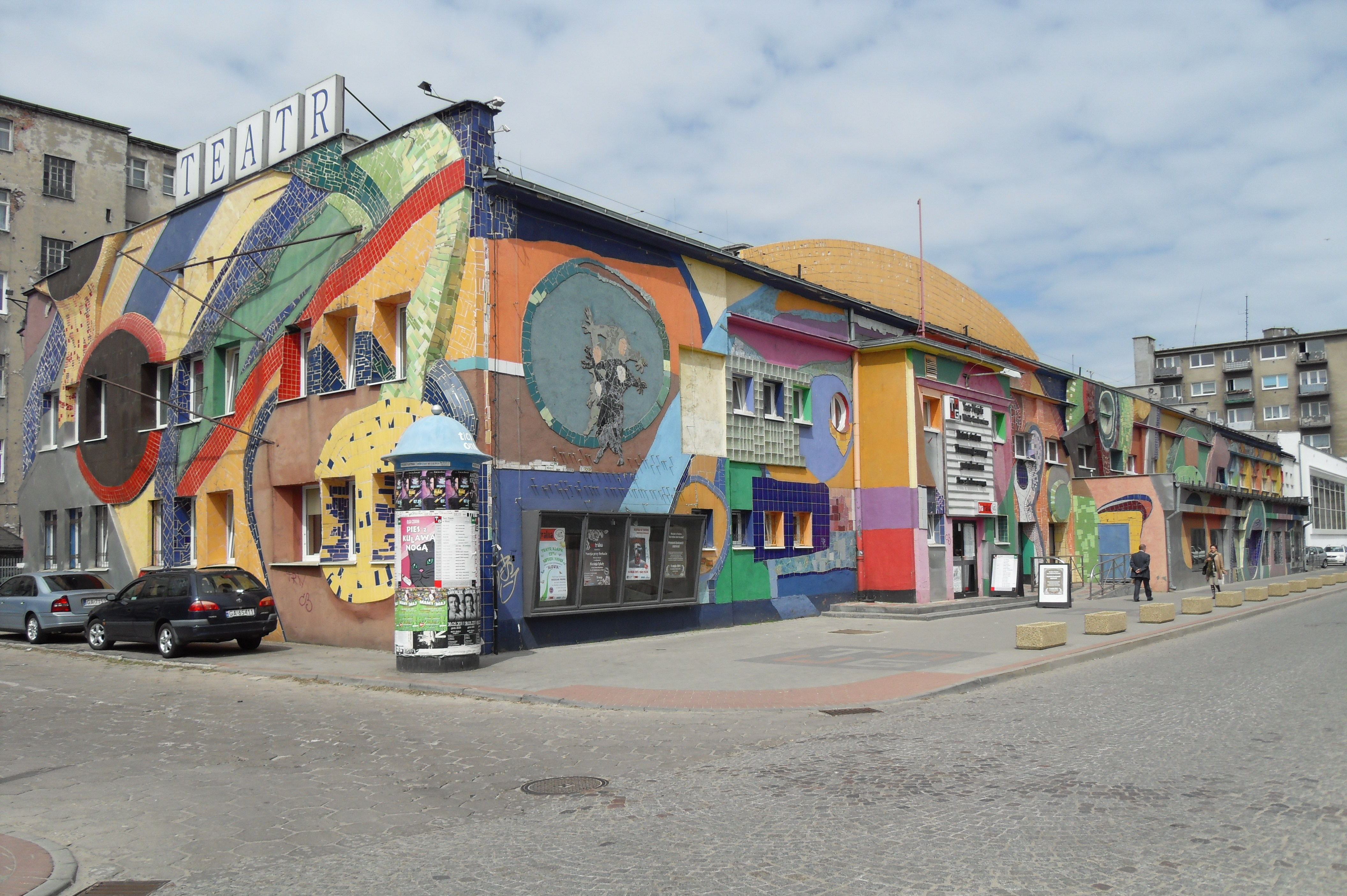
Teatr Miejski w Gdyni im. Witolda Gombrowicza, przy ulicy Bema

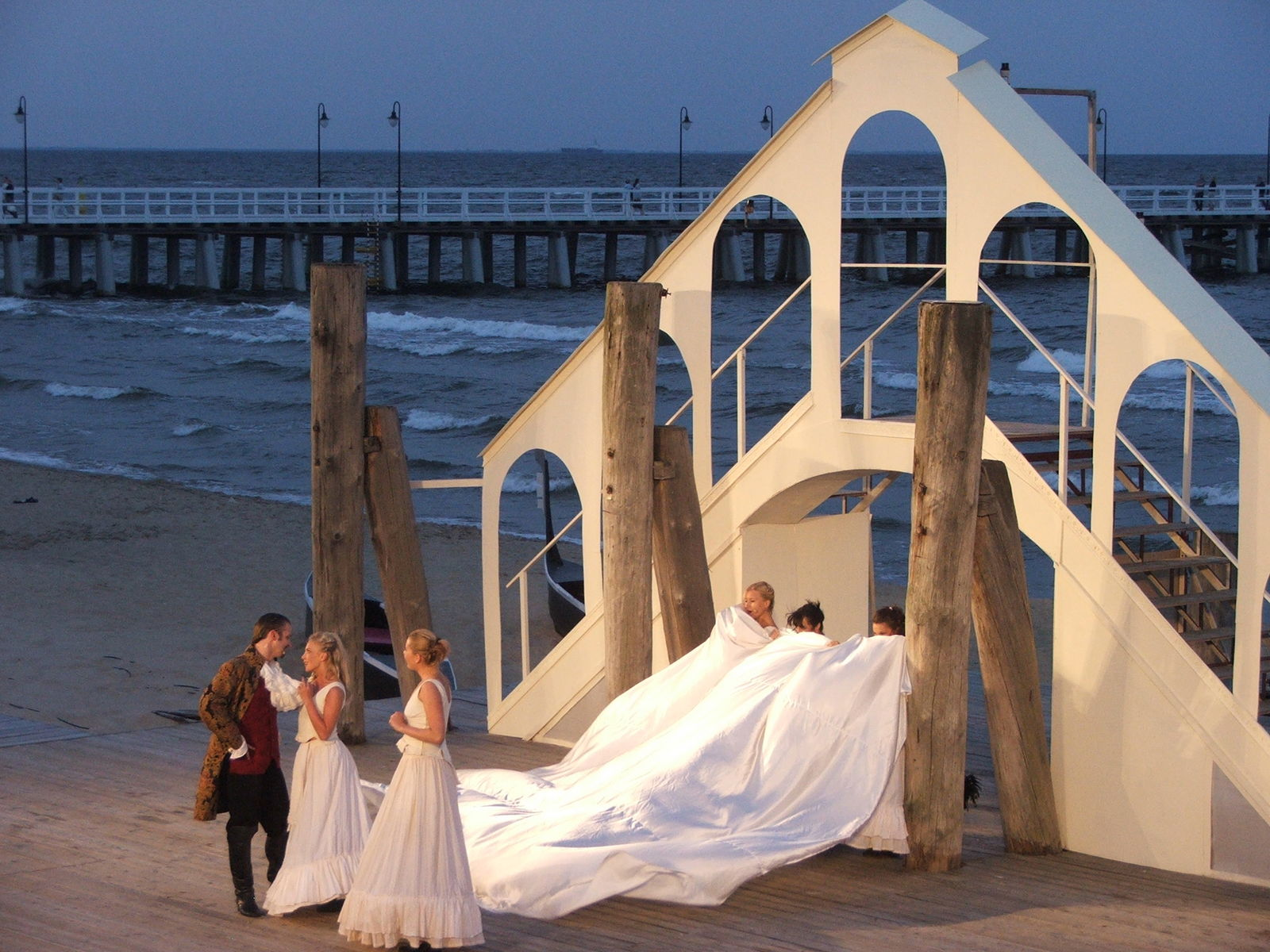
Spektakl w dawnej lokalizacji Sceny Letniej w Gdyni Orłowie

- Teatr Muzyczny im. Danuty Baduszkowej – największy teatr w Gdyni, istnieje od 1958, obiekt dysponuje drugą pod względem wielkości sceną w kraju. Instytucja prowadzona jest wspólnie przez miasto i samorząd województwa pomorskiego. Prócz ramowych spektakli odbywają się w nim corocznie Gdynia Film Festival, Ladies’ Jazz Festival oraz okazjonalnie spektakle Festiwalu Szekspirowskiego.
- Teatr Miejski im. Witolda Gombrowicza – funkcjonuje od 1991
  - Funkcjonuje przy nim Scena Letnia TM, wystawiająca dla publiczności w lipcu i sierpniu spektakle na plaży w Orłowie.
- Scena teatralna przy Centrum Kultury w Gdyni (w lecie sztuki wystawiane są na scenie letniej na plaży w Orłowie)
  - Grupa teatralna SAM (przy Centrum Kultury w Gdyni)
  - Grupa teatralna Scena 138 (teatr amatorski)
- Teatr Gdynia Główna - scena teatralna na terenie dworca Gdynia Główna, zorganizowana w 2013 roku
- Fundacja Teatru Czwarte Miasto (grupa teatralna bez stałej siedziby)
- Teatr Portowy - impresariat, spektakle odbywają się w Sali Koncertowej Portu Gdynia
- Teatr Gościnny - impresariat, istnieje przy Klubie Muzycznym „Ucho”.

## Galerie
- Debiut
- Desa
- Domek Żeromskiego
- Galeria „Tygiel”
- Galeria 78
- Galeria Engel
- Galeria obrazów „Urszula”
- Galeria Tiffany
- Graffiti
- Profile
- Salon Sztuki Orientalnej
- Strych
- Towarzystwo Miłośników Gdyni
- Galeria Sojo-Art

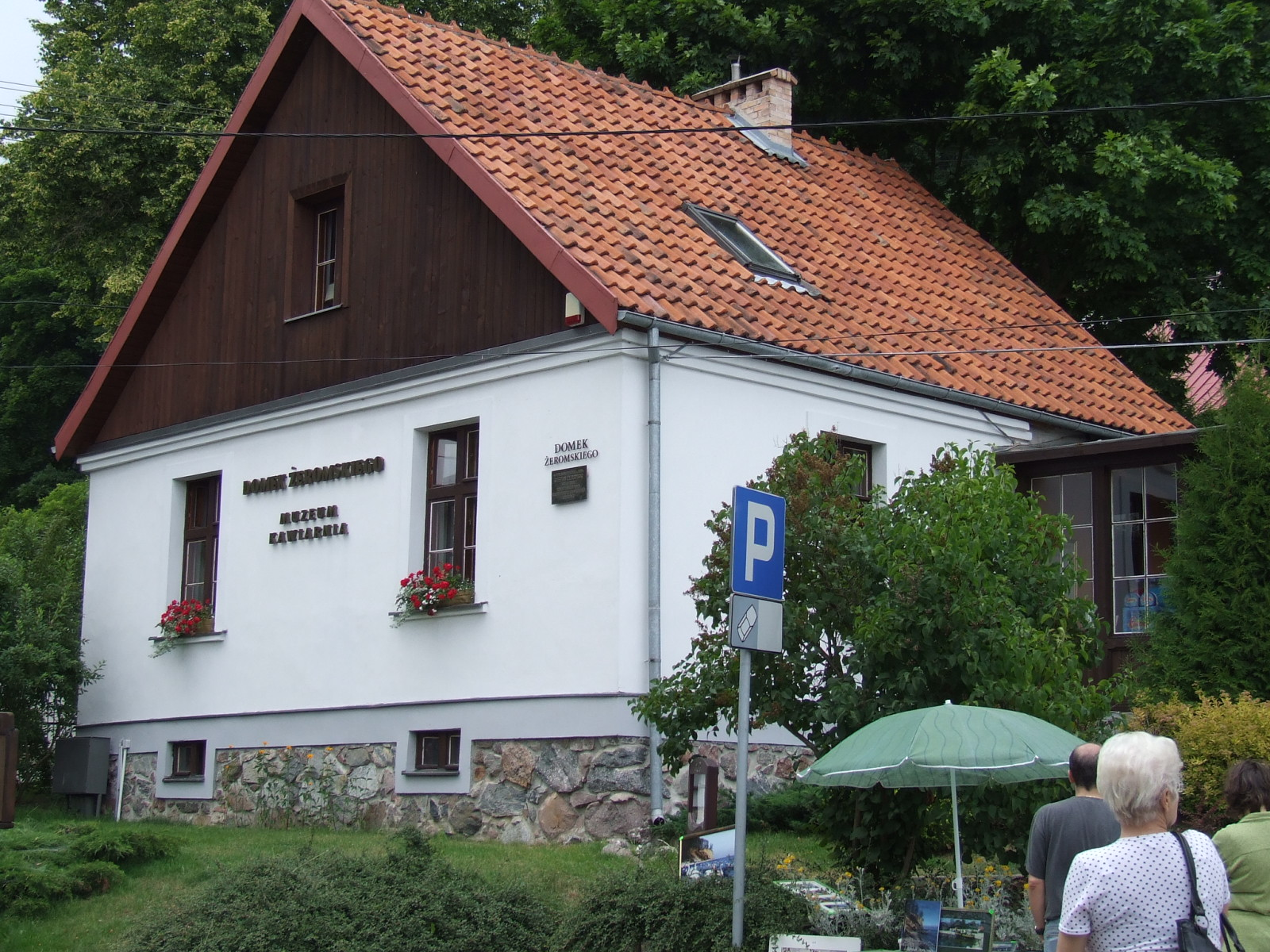
Dom w Gdyni-Orłowie, gdzie w 1920 mieszkał Stefan Żeromski, a obecnie mieści się także galeria

- Galeria sztuki współczesnej „od czasu do czasu”

## Muzea
- Akwarium Gdyńskie
- Centrum Nauki Experyment
- Domek Abrahama
- Domek Żeromskiego
- Gdyńskie Muzeum Motoryzacji

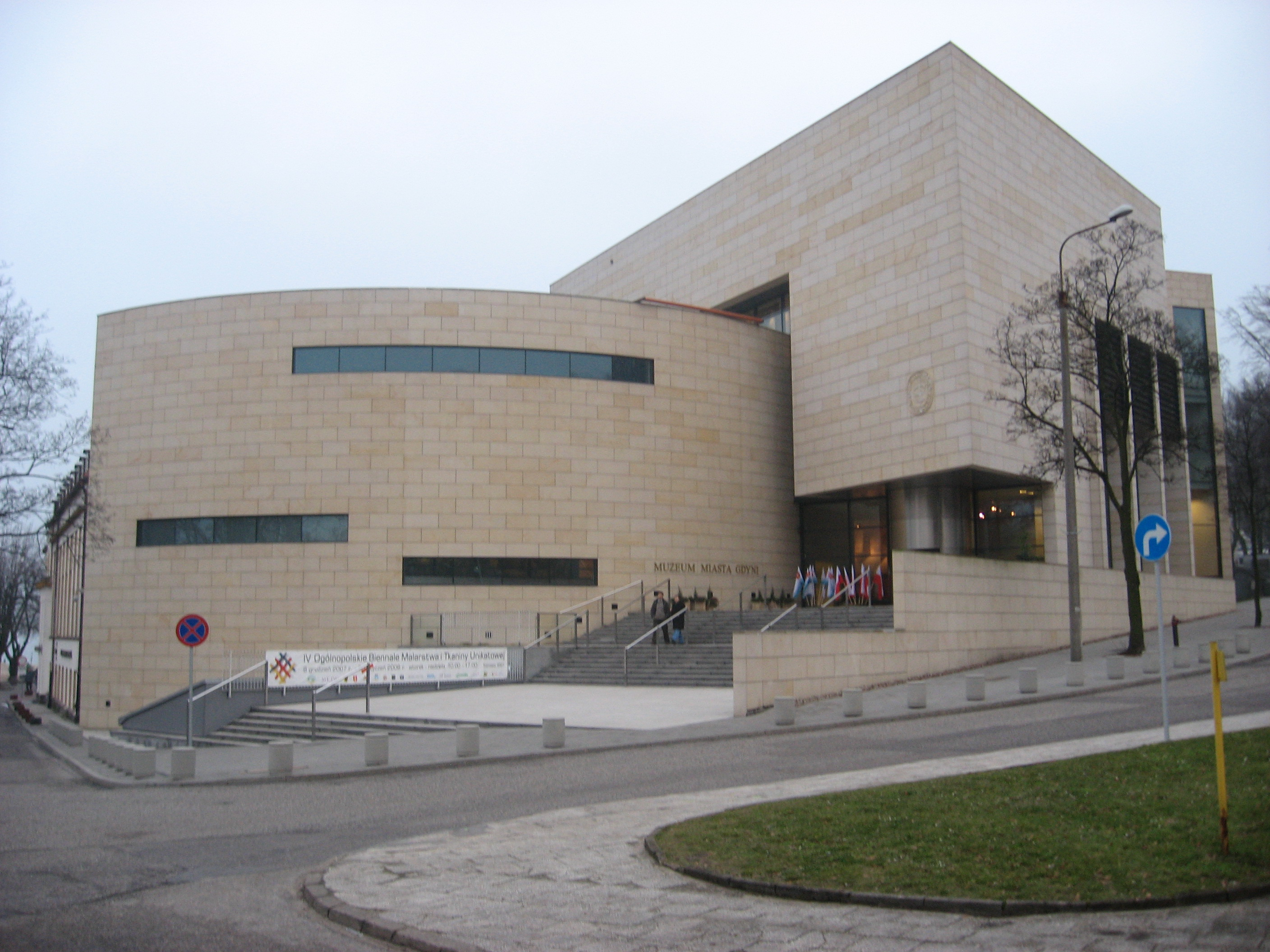
Muzeum Miasta Gdyni

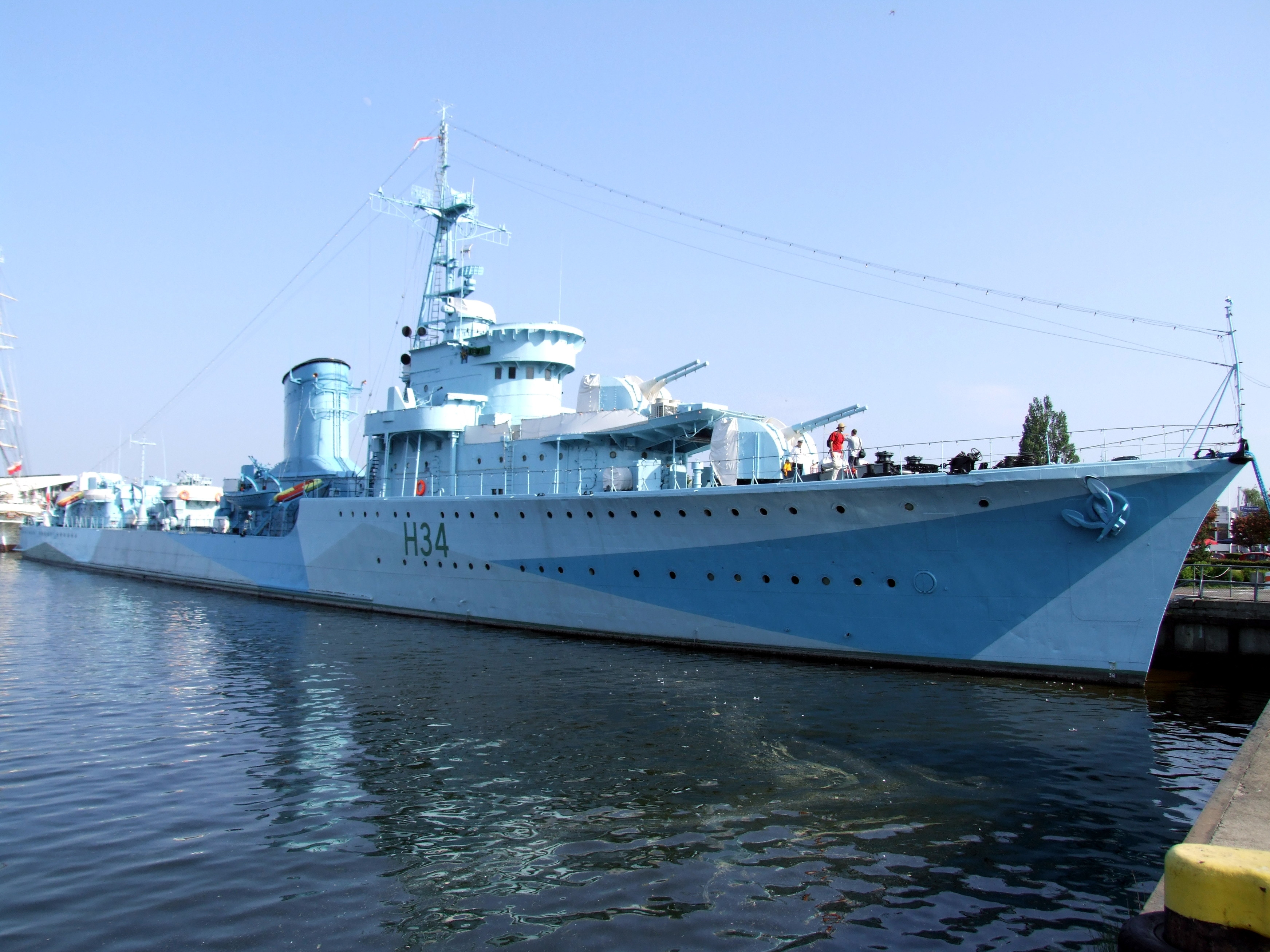
ORP „Błyskawica”

- Izba dydaktyczna Nadleśnictwa Gdańsk
- Muzeum Emigracji (w budowie)
- Muzeum Marynarki Wojennej
- Muzeum Miasta Gdyni – najmłodszy budynek, muzeum otwarte zostało 16 listopada 2007[4]
- Planetarium (obecnie niedostępne dla turystów)
- Sala Tradycji Akademii Morskiej
- Skansen Rybołówstwa Morskiego

Do Nabrzeża Pomorskiego przycumowane są dwie jednostki pływające, które pełnią funkcje pływających obiektów muzealnych.
- Niszczyciel ORP „Błyskawica”, funkcję okrętu muzeum pełni od 1976. Wybudowana w brytyjskiej stoczni jednostka służyła w Marynarce Wojennej RP w latach 1939–1946, powróciła do Polski w 1969 i kilka lat później przycumowała w Gdyni jako pływające muzeum.
- Żaglowiec „Dar Pomorza”, funkcję statku muzeum pełni od 1983. W 1929 został zakupiony we Francji i pełnił funkcję fregaty szkolnej Szkoły Morskiej w Gdyni.

## Biblioteki
- Miejska Biblioteka Publiczna
- biblioteki uczelniane w tym: Biblioteka Główna Uniwersytetu Morskiego w Gdyni

## Inne instytucje kultury
- Centrum Kultury w Gdyni
  - Centrum Kultury publikuje kwartalnik "re:tusz" - gdyński informator kulturalny, nakład 10 tys.;
  - z Centrum Kultury związany jest też gdyński kwartalnik artystyczny „Bliza” - ukazuje się on od listopada 2009 r., jego redaktorem naczelnym jest pisarz Paweł Huelle[5].
- Towarzystwo Przyjaciół Gdyni
- Ośrodek Kultury Kaszubsko-Pomorskiej

## Festiwale i imprezy cykliczne

### Imprezy masowe i plenerowe
Do większych imprez kulturalnych, które odbywają się co roku, należy zaliczyć CudaWianki – cykl wydarzeń, tj. koncerty, parady i happeningi, które inaugurują sezon letni w Gdyni.

### Film
- Od 1986 r. w Gdyni odbywa się Gdynia Film Festival (od 2010 r. w maju, wcześniejsze edycje miały miejsce we wrześniu). Podczas festiwalu w Teatrze Muzycznym wyświetlane są filmy fabularne produkcji polskiej, a najlepszym z nich przyznawane są Złote Lwy.
- Pomorskie Warsztaty Filmowe (organizowane przez Pomorską Fundację Filmową w Gdyni)

### Teatr
- Teatr Miejski od 2006 r. gości Festiwal Polskich Sztuk Współczesnych R@port. W jego ramach odbywają się inscenizacje sztuk współczesnych polskich autorów, a najlepszym spektaklom przyznawane są nagrody pieniężne (w tym Gdyńska Nagroda Dramaturgiczna).
- Line-up teatralny na festiwalu muzycznym Opener.
- W poprzednich latach w Gdyni odbywał się też Festiwal Teatrów Muzycznych, zawieszony z powodu przebudowy Teatru Muzycznego.

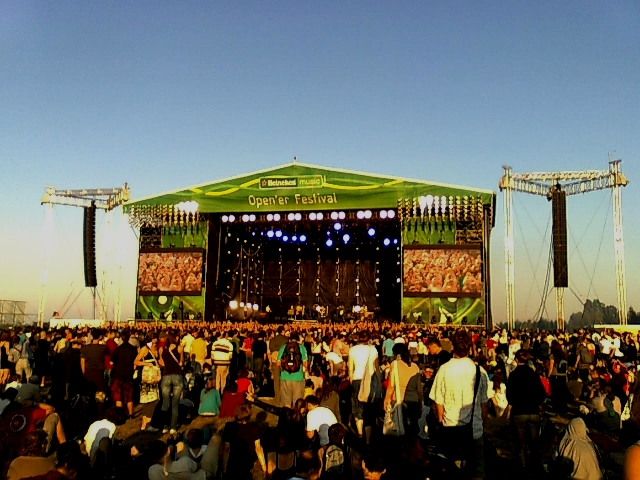
Open’er Festival (2009)

### Muzyka i taniec
W Gdyni organizuje się festiwale muzyki popularnej jak i muzyki poważnej.
- muzyka poważna: Gdynia Classica Nova (dawniej Festiwal Muzyki Sakralnej), Koncerty Muzyki Promenadowej (na Kamiennej Górze)
- muzyka dawna: Festiwal Anima Musica
  - W 2012 roku zorganizowano też Gdyński Weekend z Muzyką Dawną
- blues i muzyka jazzowa: Ogólnopolski Przegląd Młodych Zespołów Jazzowych i Bluesowych, Gdynia Blues Festival, Ladies'Jazz Festival
- muzyka świata:
  - Od 2005 r. w mieście odbywa się też festiwal muzyki tradycyjnej i etnicznej Globaltica, na którym koncertowali już m.in. Sinead O’Connor, Cesária Évora, Diana Krall, Goran Bregović czy Seal.
  - W dniach 19-21 maja 2006 r. w Gdyni gościł Festiwal Kultury Afrobrazylijskiej, na którym zaprezentowano m.in. pokaz capoeiry.
- muzyka popularna (szeroko rozumiana): Miasto jest gospodarzem Heineken Open’er Festival, jednego z największych corocznie organizowanych festiwali w Europie. Występują na nim twórcy muzyki elektronicznej, rocka oraz hip-hopu.

### Sztuki wizualne
Do gdyńskich festiwali z zakresu szeroko rozumianych sztuk wizualnych zaliczyć można festiwal form multimedialnych Transvizualia oraz plenerowy festiwal rytmu i ognia Frog.

### Literatura i pokrewne
- Od 2006 r. wręczana jest Nagroda Literacka Gdynia, z którą związane są także imprezy cykliczne: festiwal literacki „Literaturomanie” oraz Jesienne Spotkania z Laureatami. Nagroda w formie pamiątkowych statuetek (Kostek Literackich) przyznawana jest autorom najlepszych książek z dziedzin prozy, poezji i eseistyki.
- Ogólnopolski Konkurs Recytatorski

## Budżety wybranych instytucji kulturalnych
| Instytucja               | Dotacje do budżetu (w mln zł) |
| ------------------------ | ----------------------------- |
| Teatr Muzyczny w Gdyni   | 9,1                           |
| Muzeum Emigracji         | 4,9                           |
| Teatr Miejski            | 4,8                           |
| Centrum Kultury w Gdyni  | 4,7                           |
| Muzeum Miasta Gdyni      | 2,7                           |
| Nagroda Literacka Gdynia | 0,9                           |
| Gdyńska Szkoła Filmowa   | 0,8                           |